# حاسوب آي بي إم الشخصي
حاسوب آي بي إم الشخصي (بالإنجليزية: The IBM Personal Computer)‏ والمعروف اختصارا بـIBM PC هو جهاز حاسوب أنتجته شركة آي بي إم في 12 أغسطس 1981. قام بإنشائه فريق من المهندسين والمصممين بتوجيه من دون استريدج.